# Alison Fernandez
Alison Fernandez (Brooklyn - New York, 20 juli 2005) is een Amerikaans jeugdactrice.

## Biografie
Fernandez werd geboren in de borough Brooklyn van New York, en startte haar acteercarrière op vijfjarige leeftijd in lokale theaters.
Fernandez begon in 2011 met acteren in een terugkerende rol in de televisieserie Law & Order: Special Victims Unit, waarna zij nog meerdere rollen speelde in televisieseries en films.

## Filmografie

### Films
Uitgezonderd korte films.
- 2022 Christmas, No Filter - als Becky
- 2020 Upside-Down Magic - als Pepper
- 2019 Devil's Whisper - als Alicia
- 2018 Life-Size 2 - als Lex
- 2017 An American Girl Story: Summer Camp, Friends for Life - als Paz
- 2017 Logan - als Delilah
- 2016 The Death of Eva Sofia Valdez - als Isabel Valdez
- 2016 The Curious Kitty & Friends - als Mimmi (stem)
- 2014 Most of My Memoirs Are Plagiarized - als Amy Garcia
- 2014 Teenage Mutant Ninja Turtles - als Rosa Mendez

### Televisieseries
Uitgezonderd eenmalige gastrollen.
- 2021-2022 The Chicken Squad - als Maisie - 4 afl.
- 2020-2021 Sydney to the Max - als Chloe - 2 afl.
- 2019-2020 Team Kaylie - als Amber - 20 afl.
- 2016-2019 Jane the Virgin - als Jane (13 jaar oud) - 4 afl.
- 2017-2018 Once Upon a Time - als Lucy Vidrio - 24 afl.
- 2016-2017 We Bare Bears - als diverse stemmen - 5 afl.
- 2016 Fresh Off the Boat - als Sharlene - 2 afl.
- 2013-2015 Orange Is the New Black - als Eva - 4 afl.
- 2011-2015 Law & Order: Special Victims Unit - als Zara Amaro - 10 afl.

- Library of Congress Control Number: no2021013173
- Nederlandse Thesaurus van Auteursnamen: 421534915
- Virtual International Authority File: 50155189913982130603